# 제18군단
제18군단 (Legio duodevigesima, XVIII, XIIX)은 제정 시기 로마군의 군단이다. 기원전 41년경에 미래의 로마 황제 옥타비아누스가 창설했다. 18군단은 다른 두 개의 군단과 함께, 토이토부르크 숲 전투 (서기 9년 9월 9일)에서 전멸당했다. 군단의 상징과 코그노멘은 알려져 있지 않다.
제18군단은 시칠리아를 지키고 있고 로마의 곡물 공급을 위협하는, 제2차 삼두정치의 마지막 적대자 섹스투스 폼페이우스 문제를 해결하기 위해 창설되었을 것이다. 마르쿠스 안토니우스의 파르티아 원정을 위해 아우구스투스가 약속했으나 결코 보내지 않은 8개의 군단 중 하나였을 것이다.
악티움 해전 (기원전 31년)에서 안토니우스와 클레오파트라가 패배한 후, 제18군단은 갈리아에 배치됐다. 기원전 1세기 말에, 드루수스와 이후 티베리우스가 지휘하던 대규모 로마군에 배속되도록 라인강의 게르마니아 속주로 보내졌다. 서기 5년에, 게르마니아 속주는 안정화되었고. 7년에, 푸블리우스 큉크틸리우스 바루스가 총독으로 부임했다.
9월 9일에 케루스키족 동맹군의 지도자 아르미니우스는 라인강 지역에서 반란이 일어났다고 보고했다. 받은 이 정보를 의심하지 않던, 바루스는 제18군단과 더불어 17군단, 19군단 등 세 개의 군단을 데리고 서쪽으로 향했다. 9월 9일, 오늘날 오스나브뤼크 인근에서 아르미니우스가 이끄는 케루스키족은 바루스의 군대를 매복 공격했다. 세 개의 군단 모두가 토이토부르크 숲 전투라고 알려진 전투에서 전멸당했고 이들의 군단기도 상실했다.
이 전멸 후에, 로마인들은 이때 전멸당한 군단들의 번호들 (17, 18, 19)을 다시 사용하지 않았다.

## 알려진 인원
| 성명                           | 계급        | 시기 | 속주      | 현역 복무 장소 | 퇴역 장소 | 출처 |
| ------------------------------ | ----------- | ---- | --------- | -------------- | --------- | ---- |
| 가이우스 폼페이우스 프루쿨루스 | 군사 호민관 | ?    | ?         | ?              | 이탈리아  |      |
| 마르쿠스 카이릴리우스          | 켄투리오    | ?    | 라이티아? | ?              | -         |      |

## 같이 보기
- 로마 군단 목록